# Province de Ranco
La province del Ranco est une province chilienne occupant la partie méridionale de la Région des Fleuves. Sa capitale provinciale est la ville de La Unión. 

## Communes
La province est divisée en 4 communes  : 
- La Unión (Chili) ;
- Lago Ranco ;
- Río Bueno ;
- Futrono.